# Academica
A Academica (também Sobre o Ceticismo Acadêmico, Academica Liberi, Livros Acadêmicos) é um trabalho em estado fragmentário escrito pelo filósofo acadêmico cético, Cícero, publicado em duas edições. A primeira edição é chamada de Academica Priora. Foi lançado em maio de 45 a.C. e compreendia dois livros, conhecidos como Catulo e Lúculo. O Catulo foi perdido. Cícero posteriormente revisou e expandiu extensivamente o trabalho, lançando uma segunda edição composta por quatro livros. Exceto por parte do Livro 1 e fragmentos 36, toda a segunda edição foi perdida. A segunda edição é chamada de Academica Posteriora ou Academica Liberi ou Varro.
A Academica foi o segundo de cinco livros escritos por Cícero em sua tentativa de popularizar a filosofia grega na Roma Antiga , e é o único dos cinco livros que se concentrou exclusivamente na promoção do Ceticismo Acadêmico, a escola de filosofia helenística à qual Cícero pertencia. Foi precedido pelo agora perdido Hortênsio, que argumentou que a busca da filosofia é o empreendimento mais importante que alguém pode se envolver em seu tempo de lazer.

## Histórico biográfico

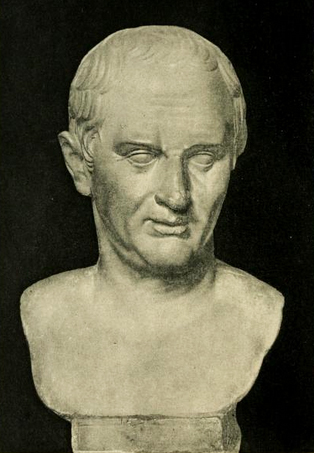
Marco Túlio Cícero, o autor da Academica

Pouco antes de Cícero dedicar seus esforços para escrever livros sobre filosofia, ele passou por uma série de dificuldades. Caio Júlio César havia se tornado ditador e cônsul em 46 a.C. e estava subvertendo elementos do Senado romano, do qual o decididamente republicano Cícero era um fervoroso defensor. Cícero havia se divorciado de sua esposa Terência em 46 a.C., e em 45 a.C. ele se casou com Publilia, uma jovem rica em sua tutela, embora o casamento tenha se desfeito rapidamente. Em fevereiro de 45 a.C., a filha de Cícero, Túlia, a quem ele amava muito, morreu após o parto.
Esses infortúnios o abalaram profundamente, sendo a morte de sua filha o mais perturbador. Em uma carta a seu amigo, Tito Pompónio Ático, Cícero escreveu: "Perdi a única coisa que me prendia à vida". Cícero logo descobriu que a única coisa que lhe permitia seguir com a vida era ler e escrever. Ele se retirou para sua vila em Astura, onde se isolou e compôs suas obras filosóficas.